# Szegedi AK
Szegedi AK war ein ungarischer Fußballverein aus Szeged. Er spielte insgesamt 23 Jahre in der ersten ungarischen Liga, der Nemzeti Bajnokság. In den Jahren 1921 und 1922 konnte er die ungarische Meisterschaft der Vereine außerhalb Budapests gewinnen.

## Geschichte
Der Szegedi Atlétikai Klub (deutsch Athletik-Klub von Szeged) wurde im Jahr 1899 gegründet. In der Spielzeit 1908/09 nahm er erstmals an der Meisterschaft der Vereine außerhalb Budapests teil und belegte in der Gruppe Süd hinter Bácska Szabadkai AC den zweiten Platz. Auch in den folgenden Jahren gelang es dem Klub nicht, sich für die Endrunde der Gruppensieger zu qualifizieren. In der Saison 1920/21 gewann SzAK erstmals seine Gruppe und konnte in der anschließenden Endrunde erstmals den Titel des Landmeisters holen. Dieser Erfolg konnte in der nachfolgenden Spielzeit wiederholt werden. Auch in den folgenden Jahren qualifizierte sich der Klub zumeist für die Endrunde, konnte an diese Erfolge aber nicht mehr anknüpfen.
Als im Jahr 1926 die ungarische Profiliga gegründet wurde, stellte der SzAK unter dem Namen Bástya FC (deutsch Bastion) eine Profimannschaft. Diese kämpfte zunächst um den Klassenerhalt und erreichte mit einem fünften Platz in der Saison 1928/29 ihr bestes Ergebnis. Am Ende der Spielzeit 1930/31 musste er absteigen, nachdem er in den Relegationsspielen gegen Attila FC Miskolc unterlag. In der zweiten Liga startete er unter dem neuen Namen Szeged Football Club einen Neuanfang und kehrte umgehend ins Oberhaus zurück, als er sich in den Relegationsspielen gegen Vasas Budapest durchsetzen konnte. Dort etablierte sich der Klub zunächst im Mittelfeld. Die Saison 1934/35 konnte er auf dem vierten Platz abschließen und qualifizierte sich dadurch für den Mitropapokal 1935, unterlag dort in der ersten Runde Slavia Prag. Danach konnte der Verein dies nicht mehr wiederholen. Nach ein paar Jahren im Mittelfeld beendete er die Saison 1939/40 erneut auf dem vierten Platz. Ein Jahr später erzielte er mit einem dritten Platz die beste Platzierung der Vereinsgeschichte. Zuvor hatte er wieder seinen ursprünglichen Namen Szegedi AK angenommen.
Am Ende der Saison 1942/43 musste der SzAK aus der Nemzeti Bajnokság absteigen. Der sofort erreichte Wiederaufstieg konnte aufgrund des Zweiten Weltkrieges erst in der Saison 1945/46 wahrgenommen werden. Am Ende der Saison 1948/49 stieg der Klub erneut ab. Er fusionierte mit dem Lokalrivalen Szegedi MTE zu Szegedi Szakszervezeti Munkás Torna Egylet (deutsch Turnverein der gewerkschaftlichen Arbeiter aus Szeged). Im Jahr 1950 kehrte er in die erste Liga zurück. Nach dem Klassenerhalt in der Übergangssaison wurde der Name in Szegedi Petőfi SK geändert. Der Abstieg 1951 markierte das letzte Jahr der Erstligazugehörigkeit. Der direkte Wiederaufstieg wurde verpasst. Im Jahr 1954 stieg der Klub auch aus der zweiten Liga ab. Ab 1957 fand er sich nur noch in der Viertklassigkeit wieder, nachdem er zuvor seinen alten Namen Szegedi AK wieder angenommen hatte. In den folgenden Jahren gelang es dem SzAK nicht wieder, in höhere Ligen verzustoßen. Im Jahr 1976 schloss er sich dem Stadtrivalen und Erstligisten Szegedi EOL an und löste sich dadurch auf.

## Erfolge
- Finalist im Ungarischen Pokal 1929/30
- Teilnahme am Mitropapokal 1935